# Тыпыл
Тыпыл — река в России, протекает в Пермском крае и Свердловской области. Устье реки находится в 230 км по правому берегу реки Косьвы. Длина реки Тыпыл составляет 68 км, площадь водосборного бассейна — 857 км². До впадения Пожвы также называется Сухой Тыпыл.
Высота устья — 346,8 м над уровнем моря.
Тыпыл берёт начало на хребте Кваркуш на южных склонах горы Кваркуш (883 м над уровнем моря). Исток находится в Красновишерском муниципальном округе Пермского края и лежит на водоразделе бассейнов Косьвы и Вишеры. Генеральное направление течения — юг. В верхнем течении незадолго до устья Пожвы перетекает в муниципальный округ Карпинск Свердловской области.
Тыпыл течёт по ненаселённой местности среди гор и холмов, покрытых таёжным лесом, характер течения — горный, скорость течения 0,9-0,8 м/с. Собирает воду большого числа притоков, большая часть которых представляет собой ручьи, стекающие с окрестных холмов.
Тыпыл — относительно многоводная река, леса на его берегах таёжные, много нежилых поселков. На всем протяжении реки правый берег высокий, местами обрывающийся к воде отвесными скалами. Долина широкая, часто встречаются заболоченные участки, старицы и озёра, в нижнем течении река часто разбивается на протоки, образуя острова. Больших порогов на реке нет, но в русле много каменистых перекатов. Ширина в нижнем течении 40-50 метров.
Впадает в Косьву у нежилой деревни Усть-Тыпыл.

## Притоки (км от устья)
- река Луговая (лв)
- река Пальничная (лв)
- река Омутошная (лв)
- 12 км: река Ломовая (пр)
- река Погорелка (лв)
- река Щучья (лв)
- река Росомашья (пр)
- река Чижевкина (пр)
- река Кадымка (пр)
- река Долгая (лв)
- река Кривая (пр)
- река Моховатая (лв)
- река Караульная (пр)
- 38 км: река Старая (лв)
- река Тарасовка (лв)
- 46 км: река Конева (пр)
- 48 км: река Пожва (лв)
- река Широкая (пр)
- река Чекашир (пр)

## Данные водного реестра
По данным государственного водного реестра России, река Тыпыл относится к Камскому бассейновому округу. Водохозяйственный участок — Косьва от истока до Широковского гидроузла, речной подбассейн — бассейны притоков Камы до впадения Белой, речной бассейн — Кама.
Код объекта в государственном водном реестре — 10010100312111100008522.